# 孙平 (1946年)
孙平（1946年—），男，山东人，中华人民共和国外交官，曾任中华人民共和国驻长崎总领事、中华人民共和国驻札幌总领事和中华人民共和国驻名古屋领事。

## 生平
毕业于北京外国语学院。曾在外交部亚洲司和驻大阪总领事馆任职。1992年12月，出任中华人民共和国驻长崎总领事。1996年1月，自驻长崎总领事离任。1999年12月，出任中华人民共和国驻札幌总领事。2003年6月，自驻札幌总领事离任。2005年8月，出任中华人民共和国驻名古屋领事。2006年8月，自驻名古屋领事离任。